# یدید منگنز (II)

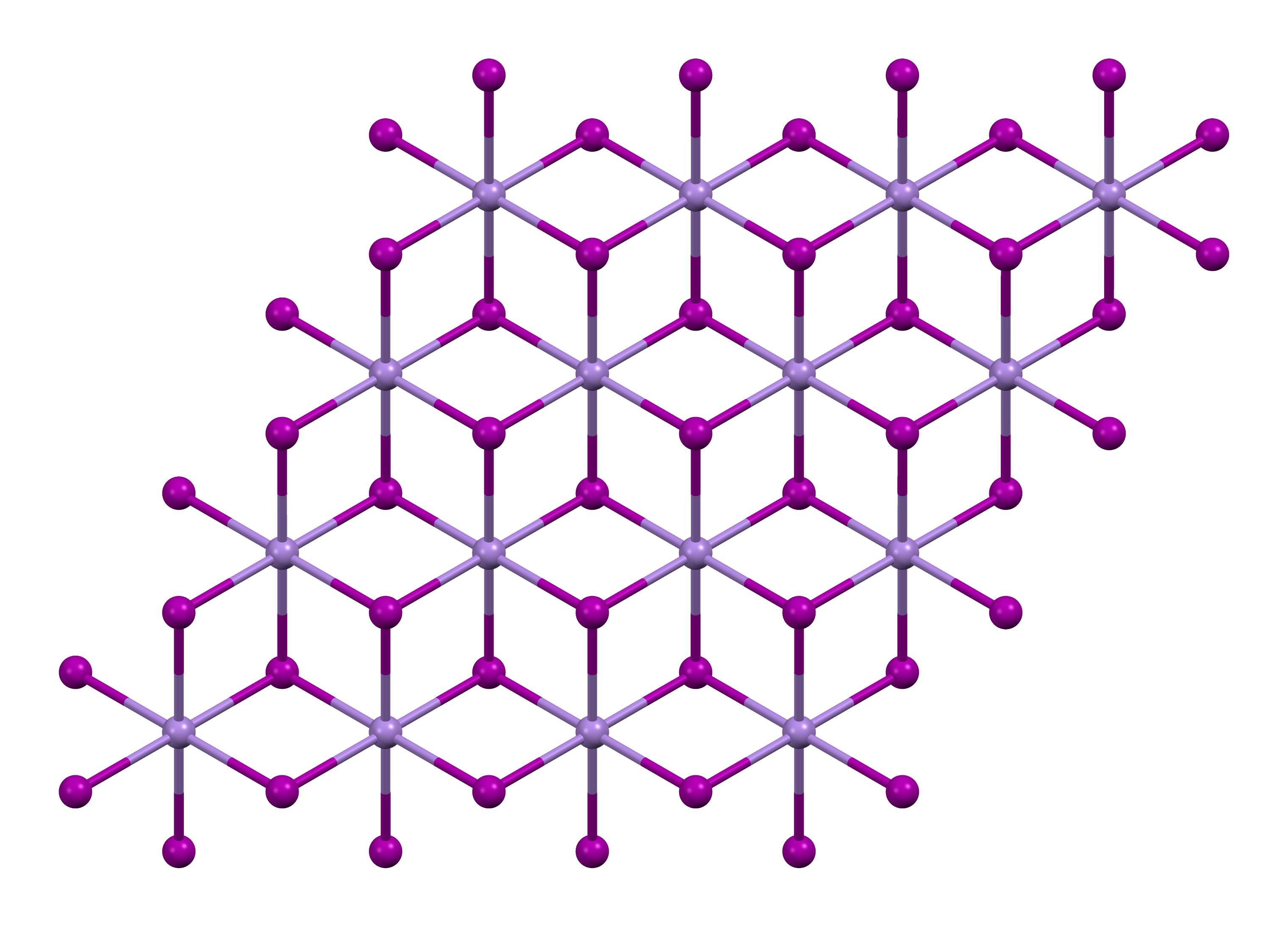
مدل گلوله و میله یدید منگنز (II)

یدید منگنز(II) (به انگلیسی: Manganese(II) iodide) با فرمول شیمیایی MnI۲ یک ترکیب شیمیایی است. که جرم مولی آن ۳۰۸٫۷۳۸ g/mol می‌باشد. 